# Musikjahr 1921
Liste der Musikjahre

◄◄ | ◄ | 1917 | 1918 | 1919 | 1920 | Musikjahr 1921 | 1922 | 1923 | 1924 | 1925 | ► | ►►

Weitere Ereignisse
Dieser Artikel behandelt das Musikjahr 1921.

## Ereignisse
- 31. Juli: Das erste Konzert mit Neuer Musik der Donaueschinger Kammermusik-Aufführungen zur Förderung zeitgenössischer Tonkunst, ab 1971 Donaueschinger Musiktage, wird aufgeführt.
- 05. September: Das Teatro Cervantes, heute das Nationaltheater Argentiniens, wird in Buenos Aires eingeweiht.
- 25. September: Gründung der Duisburger Oper
- 11. Oktober: Die erste bekannte Aufführung der Psalmenvertonung Psalm 22 von Anton Bruckner findet im Stift Sankt Florian durch Franz Xaver Müller statt.

### Instrumentalmusik
- George Enescu: Sinfonie Nr. 3 C-Dur op. 21 für Klavier, Chor und Orchester (Revidierte Version, Original von 1918).
- Gabriel Fauré: L’Horizon Chimérique (Vokalmusik); Sonate für Violoncello und Klavier Nr. 2 g-Moll op. 117.
- Richard Strauss: Drei Hymnen nach Friedrich Hölderlin
- Frederick Delius: Cellokonzert
- Franz Lehár: Donaulegenden: An der grauen Donau
- Igor Strawinsky, Trois mouvements de Pétrouchka
- Béla Bartók: 1. Sonate für Violine und Klavier
- Erich Wolfgang Korngold: Lieder des Abschieds op. 14
- Sergei Sergejewitsch Prokofjew: 3. Klavierkonzert, Uraufführung am 16. Dezember
- Camille Saint-Saëns: Sonate für Fagott und Klavier G-Dur op. 168
- Ralph Vaughan Williams: The Lark Ascending, Uraufführung 14. Juni

### Klaviermusik

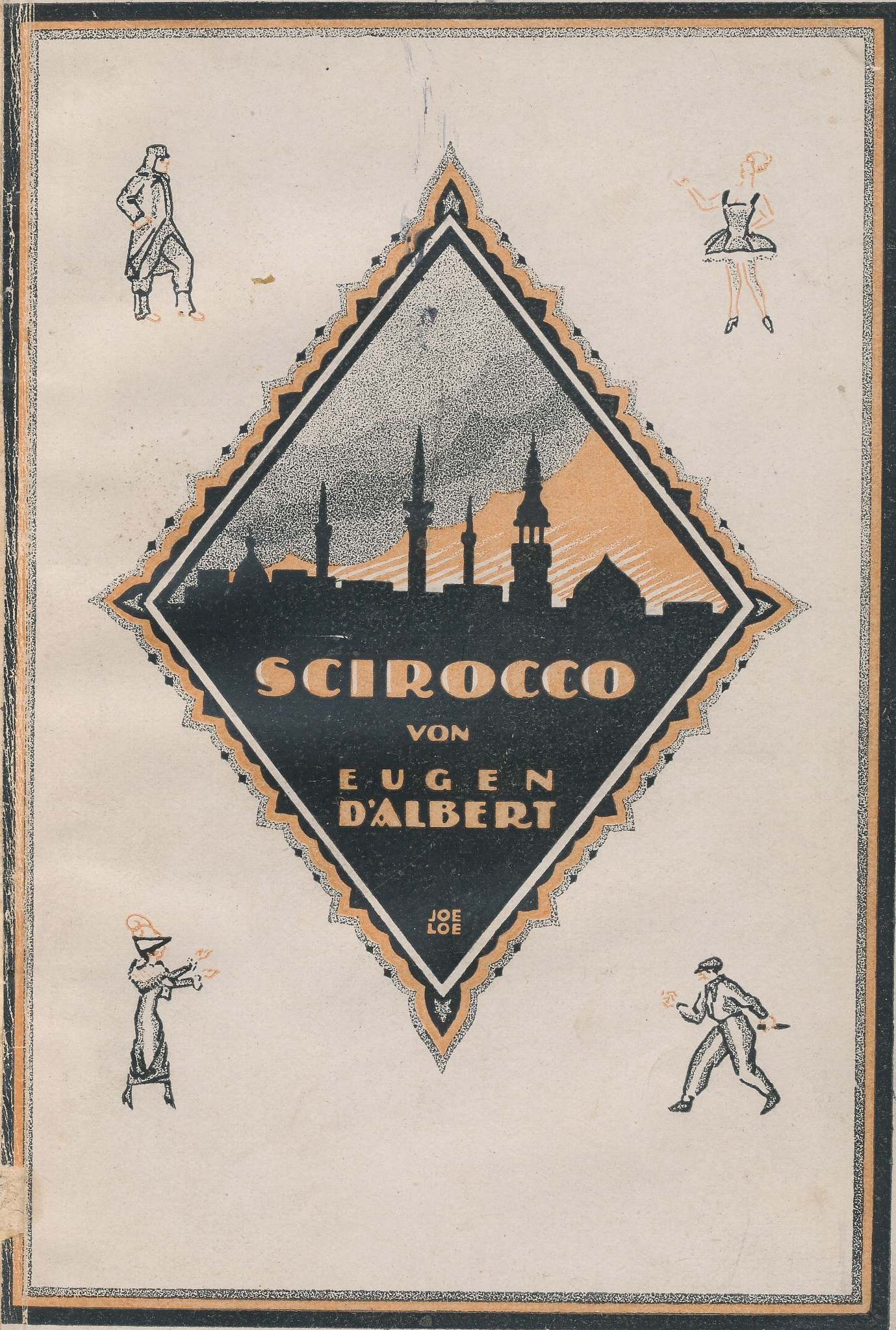
Eugen d’Albert – Scirocco – Textbuch

- Evald Aav: Klaviersonate[1]

### Vokalmusik
- Evald Aav: Merilind [Meeresvogel], Lied, Text: Marie Under; Noor amastus [Junge Liebe], Text: Gustav Suits, Lied; Ööbiku sürm [Tod der Nachtigall], Lied, Text: Anna Haava[1]
- Juhan Aavik: Teretus [Begrüßung] für gemischten Chor, Text: Lydia Koidula[2]
- Anton Bruckner: Ecce sacerdos magnus (Uraufführung am 21. November 1921 vom Frauengesangsverein Vöcklabruck)
- Edvard Evers textet und Gustaf Nordqvist komponiert das schwedische Weihnachtslied Jul, jul, strålande jul.

### Musiktheater
- 05. Januar: An der Pariser Oper wird die Oper Die Walküre als erste Wagner-Inszenierung seit 1914 aufgeführt.
- 03. Februar: Die Postmeisterin, eine Operette von Leon Jessel mit dem Text von August Neidhart wird im Central-Theater, Berlin, uraufgeführt.
- 18. Februar: Die Uraufführung der Operette Die Tanzgräfin von Robert Stolz findet am Wallner-Theater in Berlin statt.
- 15. April: Die Operette Der Vetter aus Dingsda  von Eduard Künneke erfolgt am Theater am Nollendorfplatz in Berlin. Das Libretto stammt von Herman Haller und Fritz Oliven. Das Werk wird Künnekes erfolgreichstes Stück.
- 29. April: Die Uraufführung der Oper Igrok (Der Spieler) von Sergei Prokofjew nach dem gleichnamigen Roman von Fjodor Dostojewski findet am Théâtre de la Monnaie in Brüssel statt.
- 30. April: Uraufführung der Oper Lodoletta von Pietro Mascagni am Teatro Costanzi in Rom
- 02. Mai Uraufführung der Oper Il piccolo Marat von Pietro Mascagni in Rom
- 16. Mai: Uraufführung der Oper Scirocco von Eugen d’Albert in Darmstadt
- 23. Mai: Am Broadway hat das afroamerikanische Musical Shuffle Along seine Uraufführung.
- 04. Juni: Die Uraufführung der einaktigen Oper Mörder, Hoffnung der Frauen von Paul Hindemith mit dem Libretto von Oskar Kokoschka findet gemeinsam mit Hindemiths Oper Das Nusch-Nuschi auf das Libretto von Franz Bei an der Staatsoper in Stuttgart statt.
- 02. September: Uraufführung der Operette Die Königin der Nacht von Walter Kollo in Berlin
- 09. September: Die Uraufführung der Operette Die Tangokönigin von Franz Lehár findet am Apollo-Theater in Wien statt. Es ist die zweite Neufassung der Operette Der Göttergatte aus dem Jahr 1904.
- 23. November: Die Oper Katja Kabanowa von Leoš Janáček wird im Nationaltheater Brünn uraufgeführt.
- 23. Dezember: Uraufführung der Operette Die Bajadere von Emmerich Kálmán im Carltheater in Wien
- 30. Dezember: Uraufführung der Oper Die Liebe zu den drei Orangen (Orig.: L’Amour des trois oranges) von Sergei Sergejewitsch Prokofjew in Chicago

Entwürfe von Oskar Schlemmer zu Hindemiths Oper Das Nusch-Nuschi.
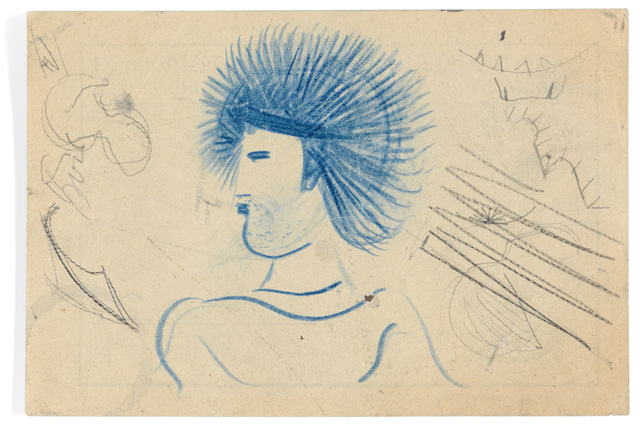
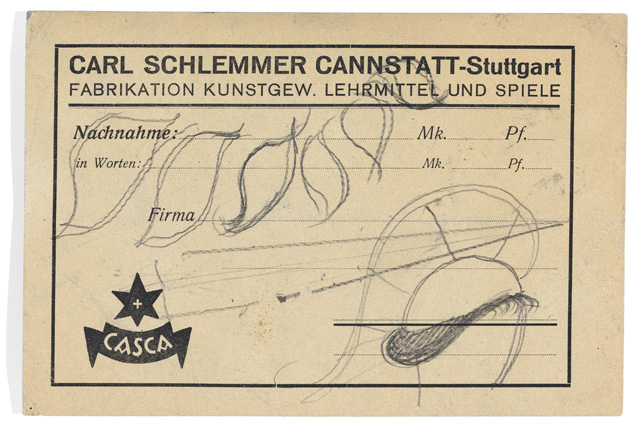
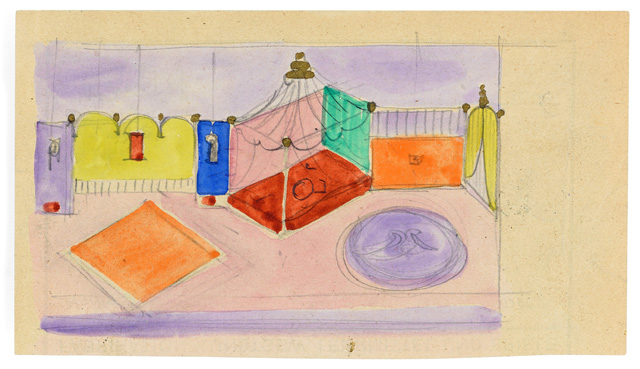
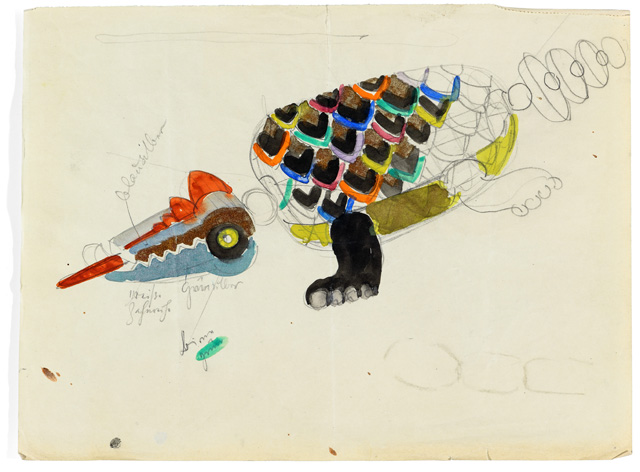
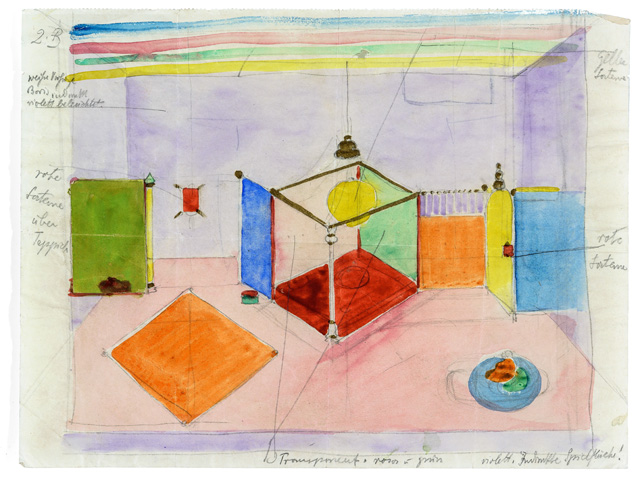
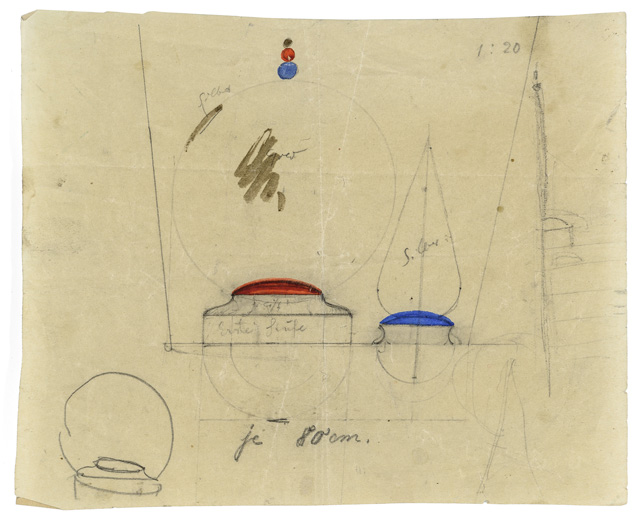
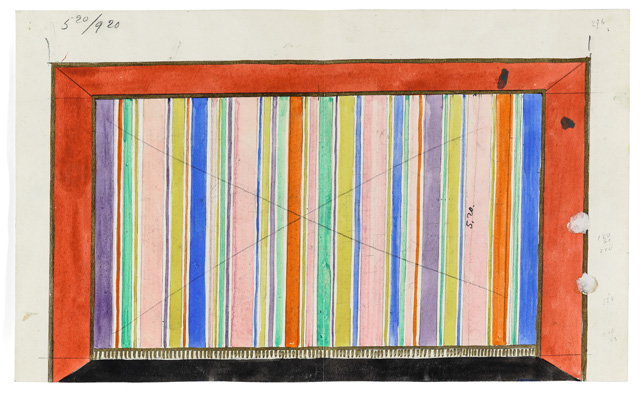

Weitere Operettenuraufführungen
- Leo Fall: Der heilige Ambrosius
- Eduard Künneke: Die Ehe im Kreise
- Robert Stolz: Kikeriki
- Edmund Eysler: Die fromme Helene
- Ludwig Rochlitzer: Goldmädel, (verschollen)
- Julius Bittner: Die Kohlhaymerin (Oper)
- Ralph Benatzky: Pipsi (Posse mit Musik)

## Musikinstrumente
- Der Enkel des Orgelbauers John Abbey, John Marie Francois Abbey, baut die Orgel St. Jaques in Douai.[3]

## Neuveröffentlichungen (Auswahl)

### Lieder und Kompositionen
| Lied                                     | Text                    | Musik           | Erstinterpret               | Label      | Veröffentlichung | Genre         | Weitere Informationen                           |
| ---------------------------------------- | ----------------------- | --------------- | --------------------------- | ---------- | ---------------- | ------------- | ----------------------------------------------- |
| All by Myself                            | Irving Berlin           | Irving Berlin   | Irving Berlin               |            | 1921             | Pop, Jazz     | für die The Music Box Revue of 1922 aufgenommen |
| Ma! (He’s Making Eyes at Me)             | Sidney Clare            | Con Conrad      | Eddie Cantor                |            | 1921             | Pop, Jazz     |                                                 |
| Second Hand Rose                         | Grant Clarke            | James F. Hanley | Fanny Brice                 |            | 1921             | Pop, Jazz     |                                                 |
| Tuck Me to Sleep (in My Old ’Tucky Home) | Sam M. Lewis, Joe Young | George W. Meyer | Benson Orchestra of Chicago | RCA Victor | 1921             | Country, Jazz |                                                 |

## Geboren

### Januar bis März
- 02. Januar: Bob Bruce Ashton, US-amerikanischer Komponist und Musikpädagoge († 2006)
- 06. Januar: William Stevens, kanadischer Konzertpianist und Musikpädagoge († 1997)
- 07. Januar: Joe Willie Wilkins, US-amerikanischer Bluesgitarrist, Sänger und Songwriter († 1979)
- 07. Januar: Paul Zimnol, deutscher Orgelbauer († 1999)
- 11. Januar: Berry Lipman, deutscher Bandleader, Komponist, Arrangeur und Musikproduzent († 2016)
- 15. Januar: Joost van Os, niederländischer Jazzmusiker († 1984)
- 15. Januar: Edward Statkiewicz, polnischer Geiger und Musikpädagoge († 1970)
- 22. Januar: Arno Babadschanjan, armenischer Komponist († 1983)
- 22. Januar: Fernando Tell, argentinischer Bandoneonist und Tangokomponist († 1995)
- 25. Januar: Juan Vicente Mas Quiles, spanischer Komponist und Dirigent († 2021)
- 25. Januar: Alfred Reed, US-amerikanischer Komponist und Professor († 2005)
- 26. Januar: Eddie Barclay, französischer Musikproduzent († 2005)
- 26. Januar: František Chaun, tschechischer Komponist, Pianist, Sänger, Maler und Schauspieler († 1981)
- 30. Januar: Henry Büchmann, dänischer Opernsänger und Schauspieler († 2003)
- 31. Januar: John Anderson, US-amerikanischer Trompeter († 1974)

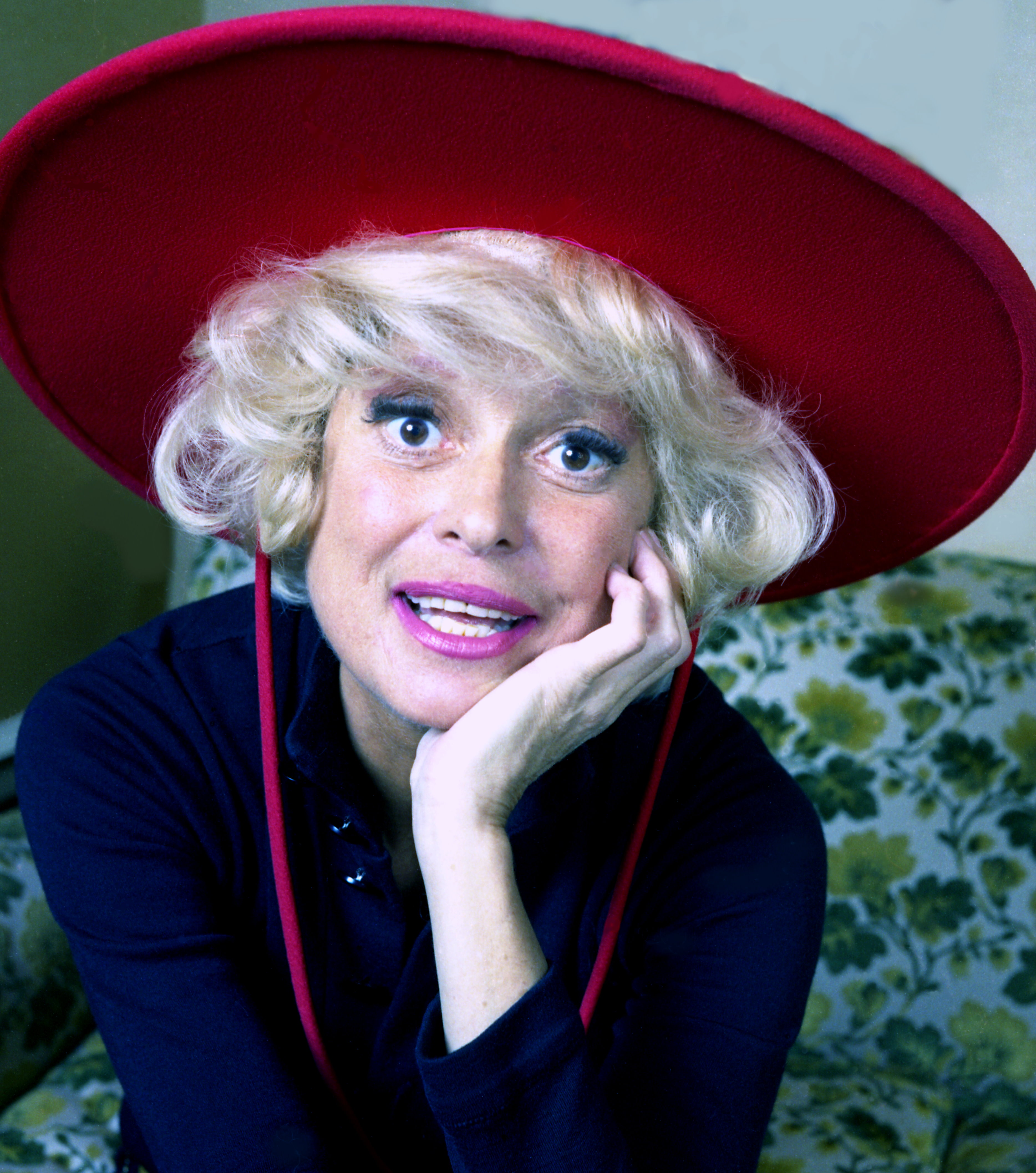
Carol Channing; * 31. Januar

- 31. Januar: Carol Channing, US-amerikanische Sängerin und Schauspielerin († 2019)
- 31. Januar: Mario Lanza, US-amerikanischer Sänger (Tenor) († 1959)
- 02. Februar: Fernand Graton, kanadischer Dirigent, Chorleiter und Musikpädagoge († 2000)
- 03. Februar: Alexander L. Ringer, deutsch-amerikanischer Musikwissenschaftler und Hochschullehrer († 2002)
- 09. Februar: Constance Keene, US-amerikanische Pianistin und Musikpädagogin († 2005)
- 10. Februar: Adrian Cruft, britischer Komponist und Professor († 1987)
- 13. Februar: Jeanne Demessieux, französische Komponistin, Pianistin, Organistin und Pädagogin († 1968)
- 13. Februar: Renée Doria, französische Opernsängerin († 2021)
- 19. Februar: Claude Pascal, französischer Komponist († 2017)
- 20. Februar: Les „Carrot Top“ Anderson, US-amerikanischer Country-Musiker († 2001)
- 24. Februar: Ingvar Lidholm, schwedischer Komponist († 2017)
- 24. Februar: Kurt Sonnenfeld, österreichischer Musiker und Komponist († 1997)
- 27. Februar: Franz Giegling, Schweizer Musikwissenschaftler († 2007)
- 02. März: Robert Simpson, englischer Komponist († 1997)
- 04. März: Halim El-Dabh, US-amerikanischer Sänger, Musikwissenschaftler und -pädagoge ägyptischer Herkunft († 2017)
- 04. März: Ademilde Fonseca, brasilianische Sängerin († 2012)
- 07. März: Todd Matshikiza, südafrikanischer Journalist, Komponist und Jazzpianist († 1968)

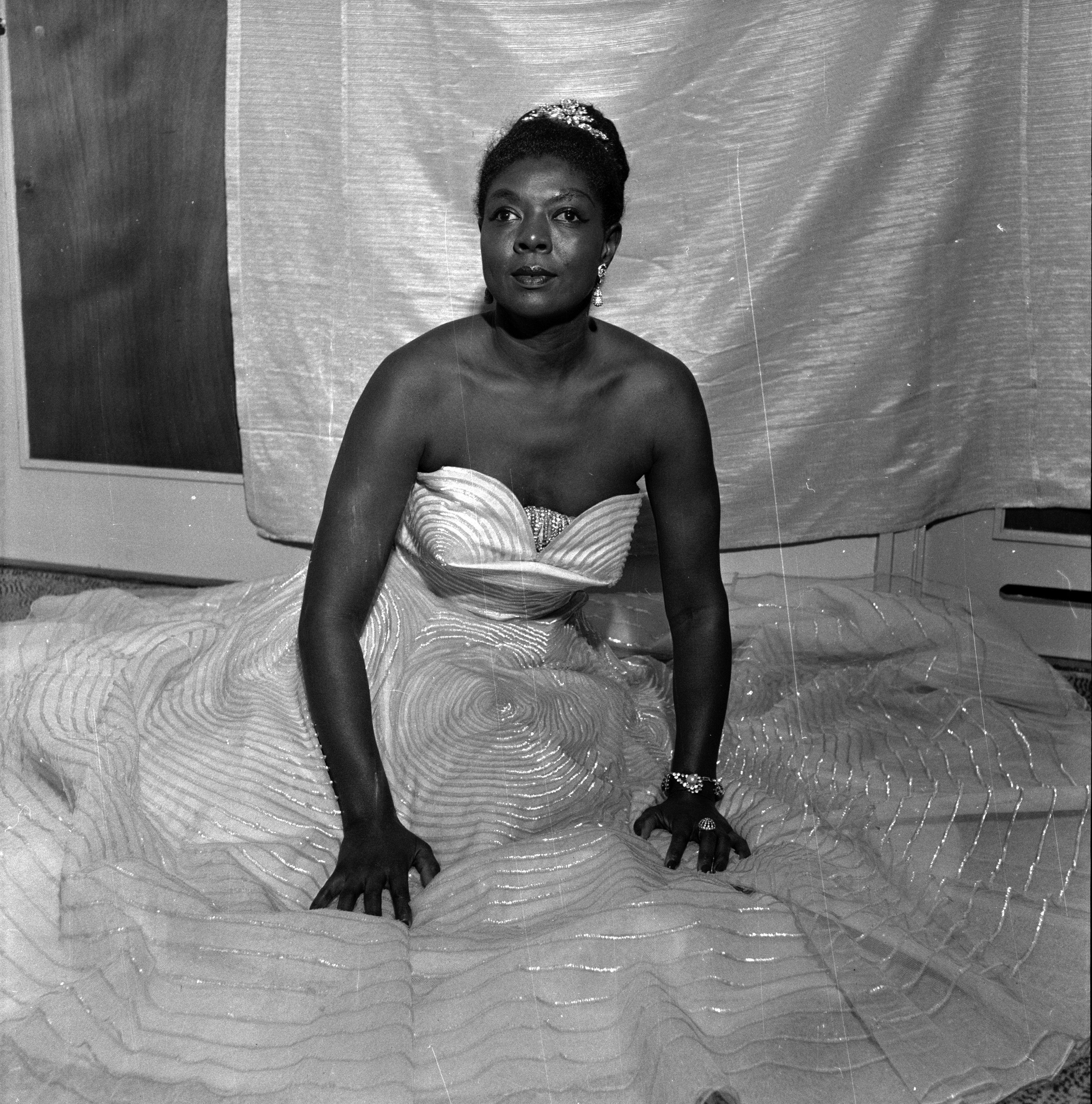
Ruth Reese; * 10. März

- 10. März: Ruth Reese, US-amerikanisch-norwegische Sängerin und Schriftstellerin († 1990)

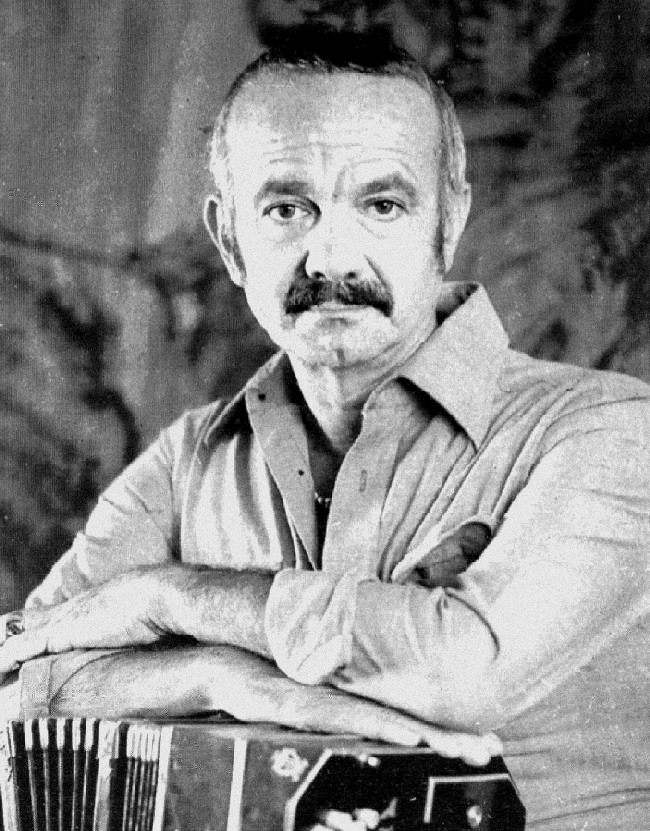
Astor Piazzolla; * 11. März

- 11. März: Astor Piazzolla, argentinischer Tangomusiker, Bandoneon-Spieler und Komponist († 1992)
- 12. März: Gordon MacRae, US-amerikanischer Sänger und Schauspieler († 1986)
- 12. März: Ralph Shapey, US-amerikanischer Dirigent und Komponist († 2002)
- 13. März: Armando Cabrera, dominikanischer Komponist
- 14. März: Ulrich Koch, deutscher Bratschist († 1996)
- 20. März: Primož Ramovš, slowenischer Komponist, Musikwissenschaftler und Bibliothekar († 1999)
- 21. März: Arthur Grumiaux, belgischer Violinist († 1986)
- 25. März: Vivian Carter, US-amerikanische Labelbetreiberin und Radio-DJ († 1989)
- 25. März: Rudolf Weishappel, österreichischer Journalist und Komponist († 2006)
- 27. März: Phil Chess, US-amerikanischer Plattenproduzent († 2016)
- 30. März: Oto Ferenczy, slowakischer Komponist, Musikwissenschaftler und Musikpädagoge († 2000)
- 30. März: Ishii Kan, japanischer Komponist († 2009)
- 31. März: Josef Bach, deutscher Geiger, Komponist und Arrangeur († 2004)
- 31. März: Helen Bonny, US-amerikanische Musiktherapeutin († 2010)
- 31. März: Lowell Fulson, US-amerikanischer Blues-Gitarrist und -Sänger († 1999)

### April bis Juni
- 01. April: Dante Agostini, französischer Schlagzeuger († 1980)
- 08. April: Franco Corelli, italienischer Sänger (Tenor) († 2003)
- 08. April: Jan Novák, tschechischer Komponist († 1984)
- 09. April: Carlos Pizarro, puerto-ricanischer Sänger († 2000)
- 11. April. Earle Moss, kanadischer Pianist und Musikpädagoge († 2003)
- 12. April: Slim Dortch, US-amerikanischer Country- und Rockabilly-Musiker († 2000)
- 12. April: Jean Létourneau, kanadischer Hornist, Sänger, Chorleiter und Musikpädagoge († 2018)
- 14. April: Walter Faith, deutscher Pianist und Komponist († 1984)
- 16. April: Víctor Balaguer, spanischer Sänger († 1984)
- 19. April: Reece Shipley, US-amerikanischer Country-Musiker († 1998)
- 21. April: Sieglinde Wagner, österreichische Sängerin († 2003)
- 22. April: Pascual Mamone, argentinischer Bandoneonist, Arrangeur, Bandleader und Tangokomponist († 2012)
- 22. April: Charles Philip „Gabby“ Pahinui, hawaiischer Steel-Gitarrist († 1980)
- 26. April: Jimmy Giuffre, US-amerikanischer Jazz-Musiker († 2008)
- 26. April: Horst Schulze, deutscher Schauspieler und Opernsänger († 2018)
- 02. Mai: Marie-Thérèse Chailley, französische Bratschistin und Musikpädagogin († 2001)

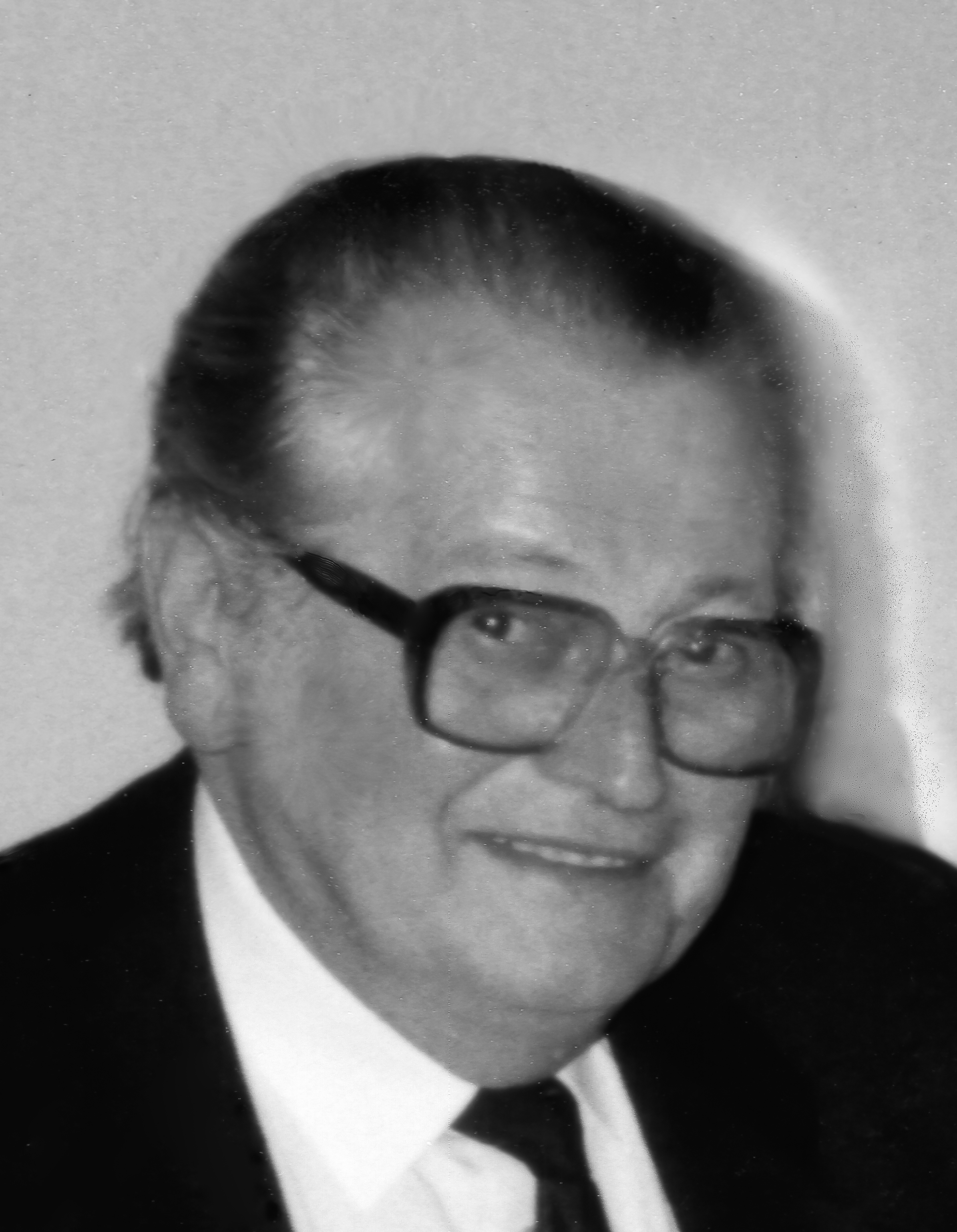
Hans Gresser; * 3. Mai

- 03. Mai: Hans Gresser, deutscher Komponist und Autor († 2003)
- 04. Mai: Mircea Basarab, rumänischer Dirigent, Komponist und Hochschullehrer († 1995)
- 07. Mai: Gale Robbins, US-amerikanische Schauspielerin und Sängerin († 1980)
- 08. Mai: Henri Arends, niederländischer Dirigent († 1994)
- 08. Mai: Marie-Madeleine Duruflé, französische Organistin († 1999)
- 13. Mai: Terry Fell, US-amerikanischer Country-Musiker († 2007)
- 17. Mai: Dennis Brain, britischer Hornist († 1957)
- 17. Mai: Bob Merrill, US-amerikanischer Songwriter, Theaterkomponist, Texter und Drehbuchautor († 1998)
- 19. Mai: Martha Carson, US-amerikanische Country-Gospel-Musikerin († 2004)
- 19. Mai: Enrica Cavallo, italienische Pianistin und Musikpädagogin († 2007)
- 23. Mai: Humphrey Lyttelton, britischer Jazzmusiker und Autor († 2008)
- 24. Mai: Doreen Hall, kanadische Geigerin und Musikpädagogin († 2025)

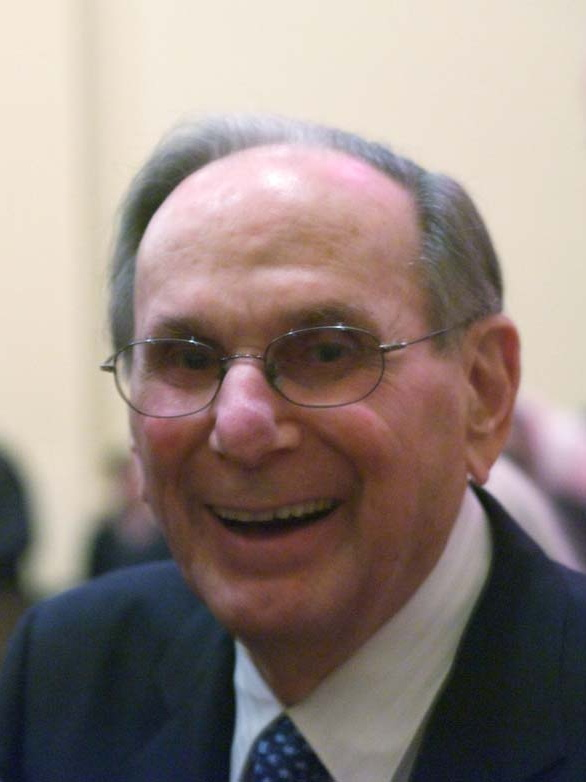
Hal David; * 25. Mai

- 25. Mai: Hal David, US-amerikanischer Popmusik-Texter († 2012)
- 27. Mai: Jetty Paerl, niederländische Sängerin († 2013)
- 29. Mai: Armando Moreno, argentinischer Tangosänger († 1990)
- 31. Mai: Alan Clare, britischer Jazz- und Unterhaltungsmusiker († 1993)
- 01. Juni: Nelson Riddle, US-amerikanischer Komponist und Bigband-Leader († 1985)
- 01. Juni: Albert Tepper, US-amerikanischer Komponist und Musikpädagoge († 2010)
- 03. Juni: Charlie Aldrich, US-amerikanischer Country-Musiker, Gitarrist und Komponist († 2015)
- 07. Juni: Tal Farlow, US-amerikanischer Jazz-Gitarrist († 1998)
- 10. Juni: Kåre Fuglesang, norwegischer Geiger und Musikpädagoge († 2000)
- 12. Juni: Wolfgang Geri, deutscher Komponist und Pianist († 2002)
- 15. Juni: Wilma Ellersiek, deutsche Musik- und Rhythmik-Pädagogin († 2007)

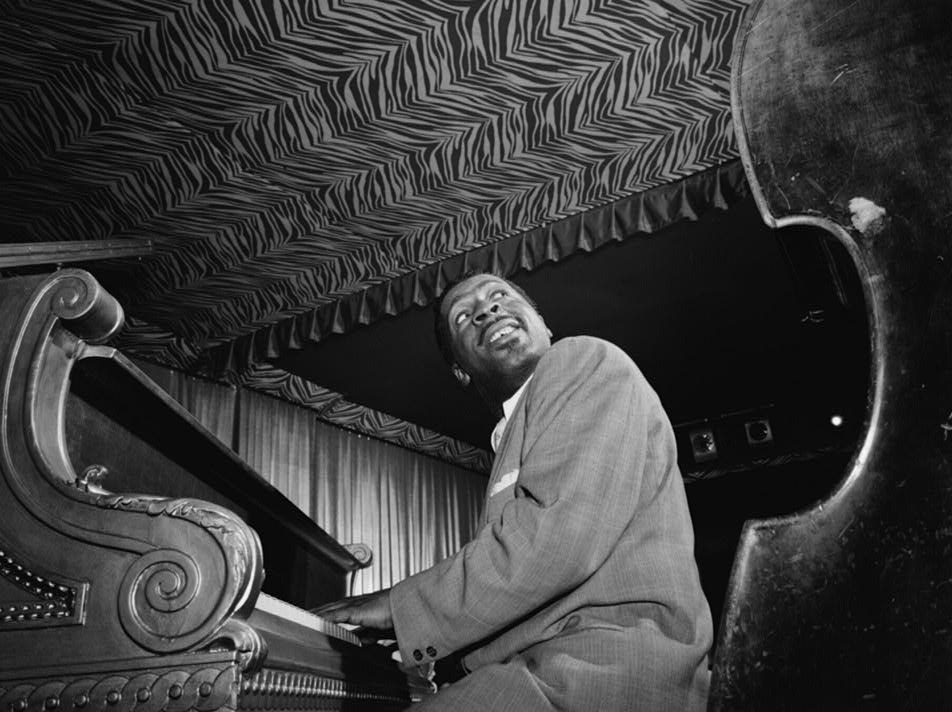
Erroll Garner; * 15. Juni

- 15. Juni: Erroll Garner, US-amerikanischer Komponist und Pianist († 1977)
- 16. Juni: Walter Barylli, österreichischer Geiger († 2022)
- 17. Juni: Tony Scott, US-amerikanischer Jazzmusiker (Klarinette, Saxophon, Electronics, Komposition) († 2007)
- 18. Juni: Chaya Arbel, israelische Komponistin († 2006)
- 25. Juni: Celia Franca, kanadische Balletttänzerin und Choreographin († 2007)
- 30. Juni: Pierre Labric, französischer Organist, Komponist und Musikpädagoge

### Juli bis September
- 01. Juli: Hans-Rudolf Jung, deutscher Musikschriftsteller, Musiklehrer und Hochschullehrer († 2016)
- 04. Juli: Tatjana Sergejewna Berschadskaja, sowjetische bzw. russische Musikwissenschaftlerin und Hochschullehrerin († 2021)
- 04. Juli: Tibor Varga, ungarischer Violinist, Dirigent und Pädagoge († 2003)
- 07. Juli: Stanisław Wisłocki, polnischer Komponist, Dirigent und Musikpädagoge († 1998)
- 08. Juli: Arturo Gatica, chilenischer Sänger († 1996)
- 13. Juli: Ernest Gold, US-amerikanischer Komponist österreichischer Herkunft († 1999)
- 15. Juli: Jack Beeson, US-amerikanischer Komponist († 2010)
- 17. Juli: Lito Peña, puerto-ricanischer Saxophonist, Bandleader, Komponist und Arrangeur († 2002)
- 20. Juli: Désiré Dondeyne, französischer Komponist und Dirigent († 2015)
- 20. Juli: Samta Prasad, indischer Tablaspieler († 1994)
- 23. Juli: Jerome Rosen, US-amerikanischer Komponist († 2011)

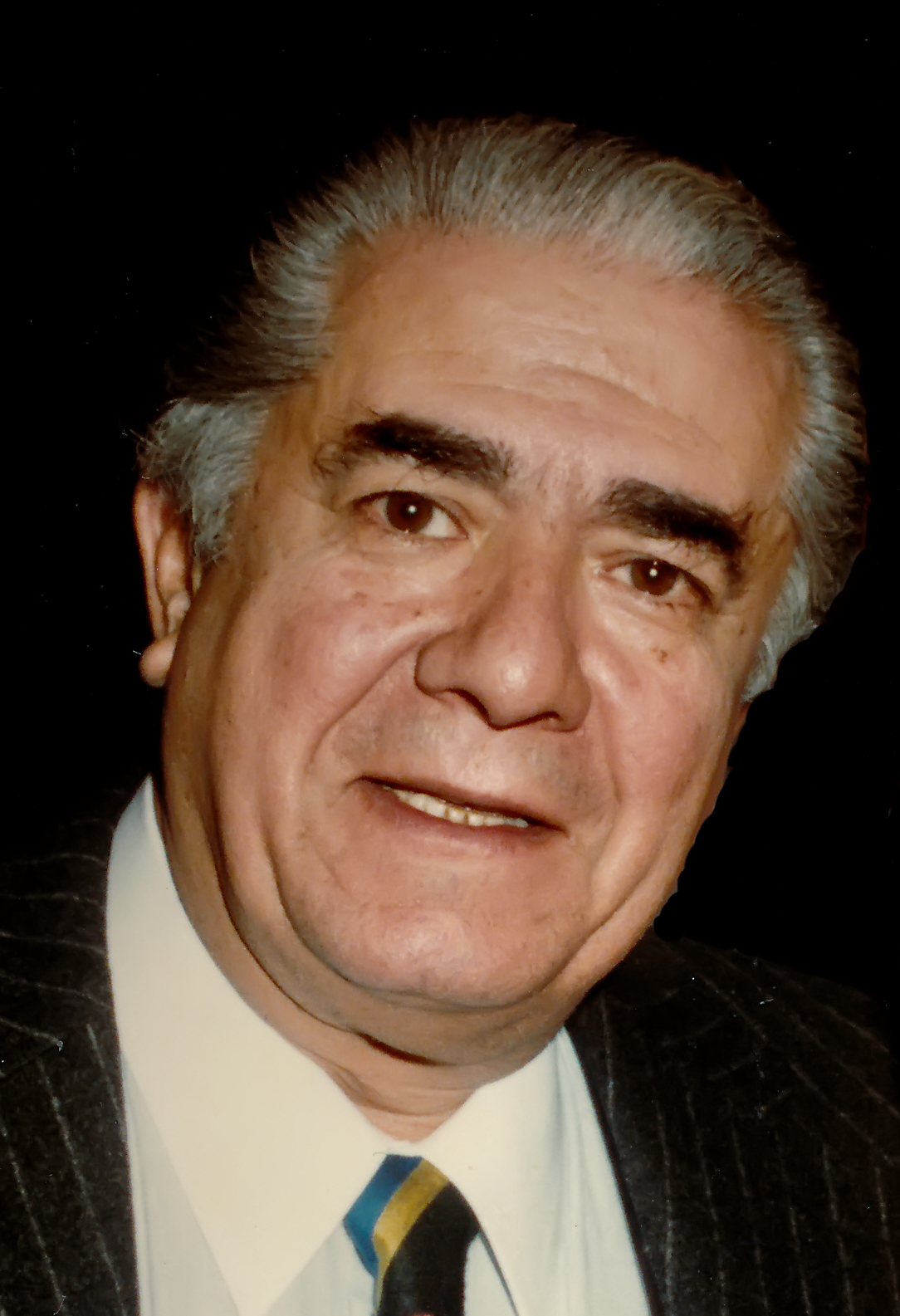
Giuseppe di Stefano; * 24. Juli

- 24. Juli: Giuseppe Di Stefano, italienischer Opernsänger (Tenor) († 2008)
- 25. Juli: Adolph Herseth, US-amerikanischer Trompeter († 2013)
- 25. Juli: Gonxhe Manaku, albanische Volkssängerin († 2012)
- 31. Juli: Gaston Bogaert, belgischer Jazz- und Unterhaltungsmusiker (Schlagzeug, Arrangement) († 2022)
- 31. Juli: Margarita Luna García, dominikanische Pianistin und Komponistin († 2016)
- 03. August: Richard Adler, US-amerikanischer Komponist und Liedtexter († 2012)

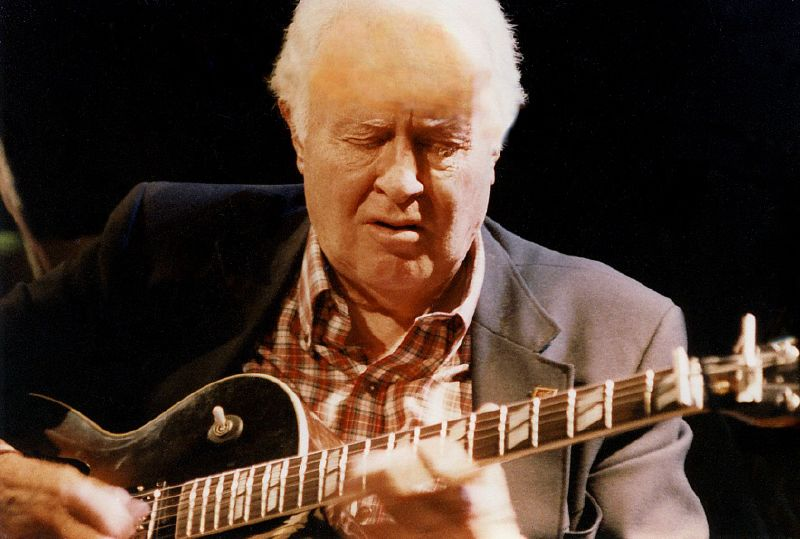
Herb Ellis; * 4. August

- 04. August: Herb Ellis, US-amerikanischer Jazzmusiker († 2010)
- 06. August: Buddy Collette, US-amerikanischer Jazz-Musiker († 2010)
- 07. August: René Alain, kanadischer Akkordeonist († 1968)
- 07. August: Jean Berry, belgischer Jazzgitarrist († 2022)
- 07. August: Karel Husa, US-amerikanischer Komponist und Professor († 2016)
- 08. August: Roger Nixon, US-amerikanischer Komponist und Musikpädagoge († 2009)
- 08. August: Webb Pierce, US-amerikanischer Country-Sänger († 1991)
- 09. August: Lola Bobesco, belgische Geigerin rumänischer Herkunft († 2003)
- 16. August: Avrahm Galper, kanadischer Klarinettist und Musikpädagoge († 2004)
- 18. August: Lee Jackson, US-amerikanischer Bluesmusiker und Songwriter († 1979)
- 19. August: Fulvio Salamanca, argentinischer Tangopianist, Bandleader, Arrangeur und Tangokomponist († 1999)
- 20. August: Leonid Wiktorowitsch Afanassjew, sowjetischer Komponist († 1995)
- 27. August: Gerhard Kander, kanadischer Geiger († 2008)
- 27. August: Manuel Rueda, dominikanischer Schriftsteller und Pianist († 1999)
- 28. August: Fred Weyrich, deutscher Musikproduzent, Schlagertexter und Sänger († 1999)
- 01. September: Max Sax, deutscher Orgelbauer
- 03. September: Thurston Dart, englischer Cembalist, Dirigent und Musikpädagoge († 1971)
- 04. September: Ariel Ramírez, argentinischer Komponist († 2010)
- 06. September: Zdenko Tamássy, ungarischer Filmkomponist († 1987)
- 07. September: Juan José Paz, argentinischer Tangopianist, Bandleader, Arrangeur und Tangokomponist († 1970)
- 08. September: Hans Ulrich Engelmann, deutscher Komponist († 2011)
- 09. September: Andrzej Dobrowolski, polnischer Komponist und Musikpädagoge († 1990)
- 15. September: Sergio Bruni, italienischer Sänger († 2003)
- 15. September: Jan Frank Fischer, tschechischer Komponist, Musikwissenschaftler, Schriftsteller und Übersetzer († 2006)
- 15. September: Snooky Pryor, US-amerikanischer Blues-Sänger und Mundharmonikaspieler († 2006)

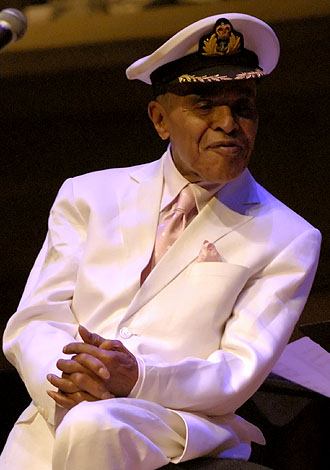
Jon Hendricks; * 16. September

- 16. September: Jon Hendricks, US-amerikanischer Jazz-Sänger († 2017)
- 18. September: Odilio Urfé, kubanischer Pianist, Flötist, Dirigent und Musikwissenschaftler († 1988)
- 21. September: Chico Hamilton, US-amerikanischer Jazzmusiker und -komponist († 2013)
- 26. September: Marianna Sankiewicz-Budzyńska, polnische Hochschullehrerin und Prorektorin († 2018)
- 30. September: Sagramor de Scuvero Brandão, brasilianische Hörfunkmoderatorin und Politikerin († 1995)
- 30. September: Karl Kolbinger, deutscher Fagottist († 2018)

### Oktober bis Dezember
- 06. Oktober: Boris Mersson, Schweizer Komponist und Pianist († 2013)
- 08. Oktober: John Stevens, britischer Musikhistoriker und Anglist († 2002)
- 08. Oktober: Rachela Zelmanowicz, polnische Musikerin und Überlebende des Holocaust († 1987)
- 09. Oktober: Adrienne Clostre, französische Komponistin († 2006)
- 09. Oktober: María Luisa Landín, mexikanische Sängerin († 2014)
- 10. Oktober: Julius Watkins, US-amerikanischer Hornist († 1977)

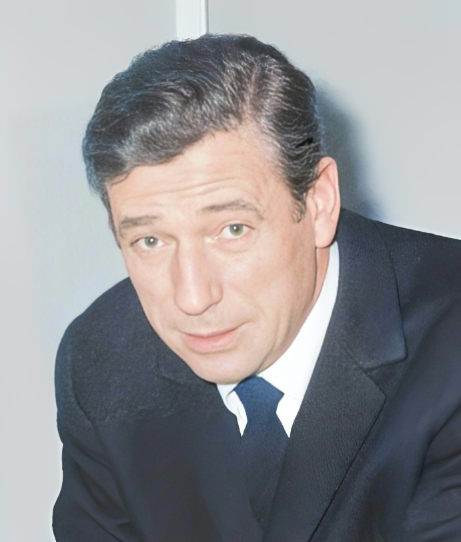
Yves Montand; * 13. Oktober

- 13. Oktober: Yves Montand, französischer Chansonnier und Schauspieler († 1991)
- 16. Oktober: Pete Brown, norwegischer Jazz- und Unterhaltungsmusiker (Schlagzeug) († 2009)
- 16. Oktober: Esteban Servellón, salvadorianischer Komponist, Musiker, Dirigent und Musikpädagoge († 2003)
- 19. Oktober: Gustav Neudecker, deutscher Hornist und Musikpädagoge († 2009)
- 21. Oktober: Malcolm Arnold, englischer Komponist († 2006)

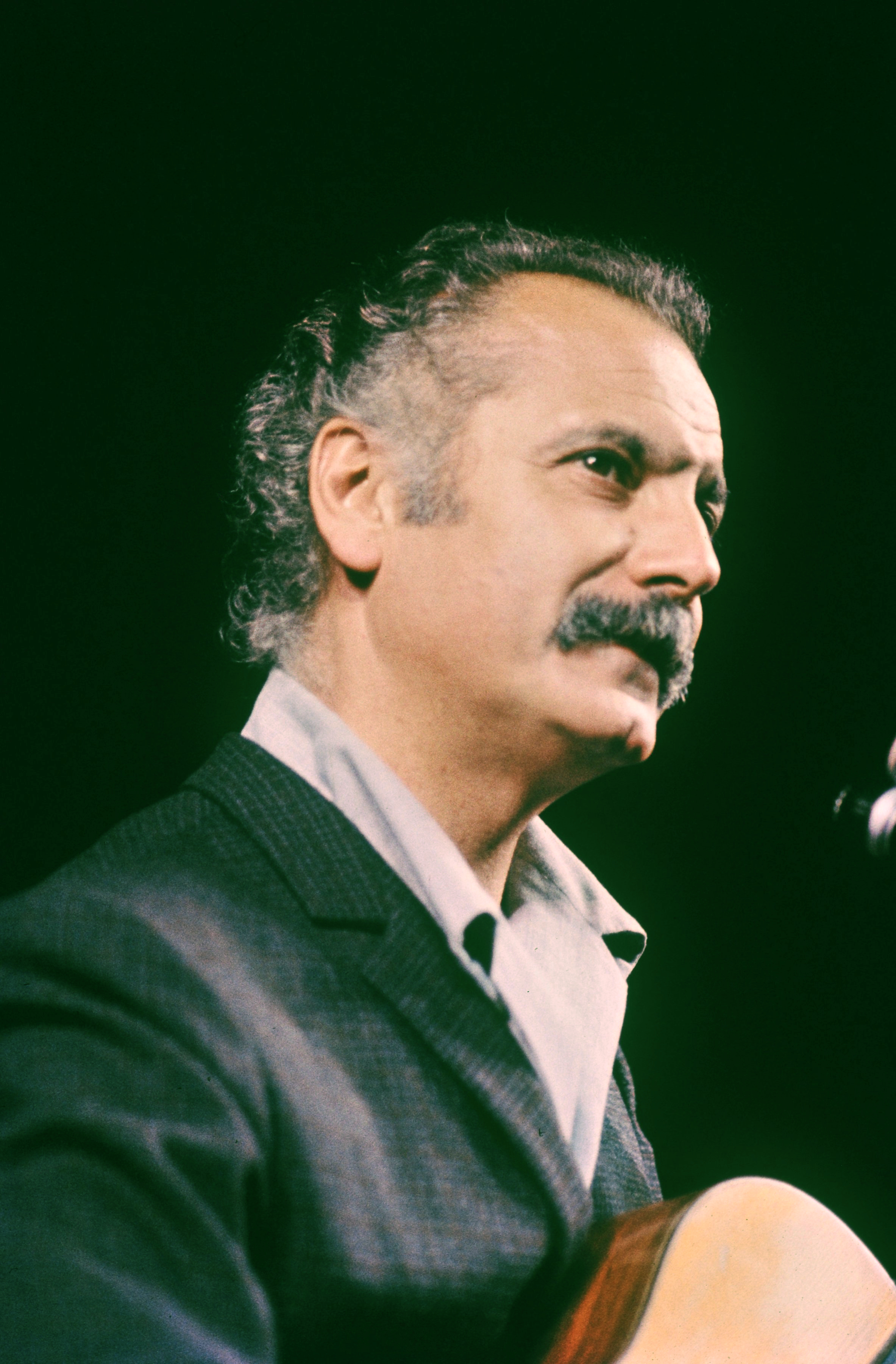
Georges Brassens; * 22. Oktober

- 22. Oktober: Georges Brassens, französischer Dichter, Autor, und Interpret von Chansons († 1981)
- 23. Oktober: İlhan Usmanbaş, türkischer Komponist († 2025)
- 24. Oktober: Rafa Galindo, venezolanischer Sänger († 2010)
- 24. Oktober: Sena Jurinac, kroatische Sängerin († 2011)
- 24. Oktober: Flor Roffé de Estévez, venezolanische Musikpädagogin und Komponistin († 2004)
- 25. Oktober: Ester de Abreu, portugiesische Sängerin († 1997)
- 30. Oktober: Rudolf Asmus, tschechischer Opernsänger († 2000)
- 01. November: Jan Tausinger, tschechischer Komponist, Dirigent, Chorleiter und Musikpädagoge († 1980)
- 04. November: Kurt Abraham, deutscher Jazzmusiker († 1988)
- 04. November: Miriam Solovieff, US-amerikanische Geigerin und Musikpädagogin († 2004)
- 05. November: Jacqueline Brumaire, französische Sopranistin († 2000)
- 05. November: György Cziffra, ungarischer Pianist († 1994)
- 09. November: Pierrette Alarie, kanadische Sängerin und Gesangspädagogin († 2011)
- 12. November: Robert Fleming, kanadischer Komponist, Pianist, Organist, Chorleiter und Musikpädagoge († 1976)
- 13. November: Ghislaine Demonceau, französische Geigerin († 2014)
- 13. November: Yoshiro Irino, japanischer Komponist († 1980)
- 13. November: Joonas Kokkonen, finnischer Komponist († 1996)
- 14. November: Dumitru Bughici, rumänischer Komponist und Musikpädagoge († 2008)
- 18. November: Irving Heller, US-amerikanisch-kanadischer Pianist und Musikpädagoge († 2012)
- 18. November: Daniele Paris, italienischer Dirigent und Komponist († 1989)

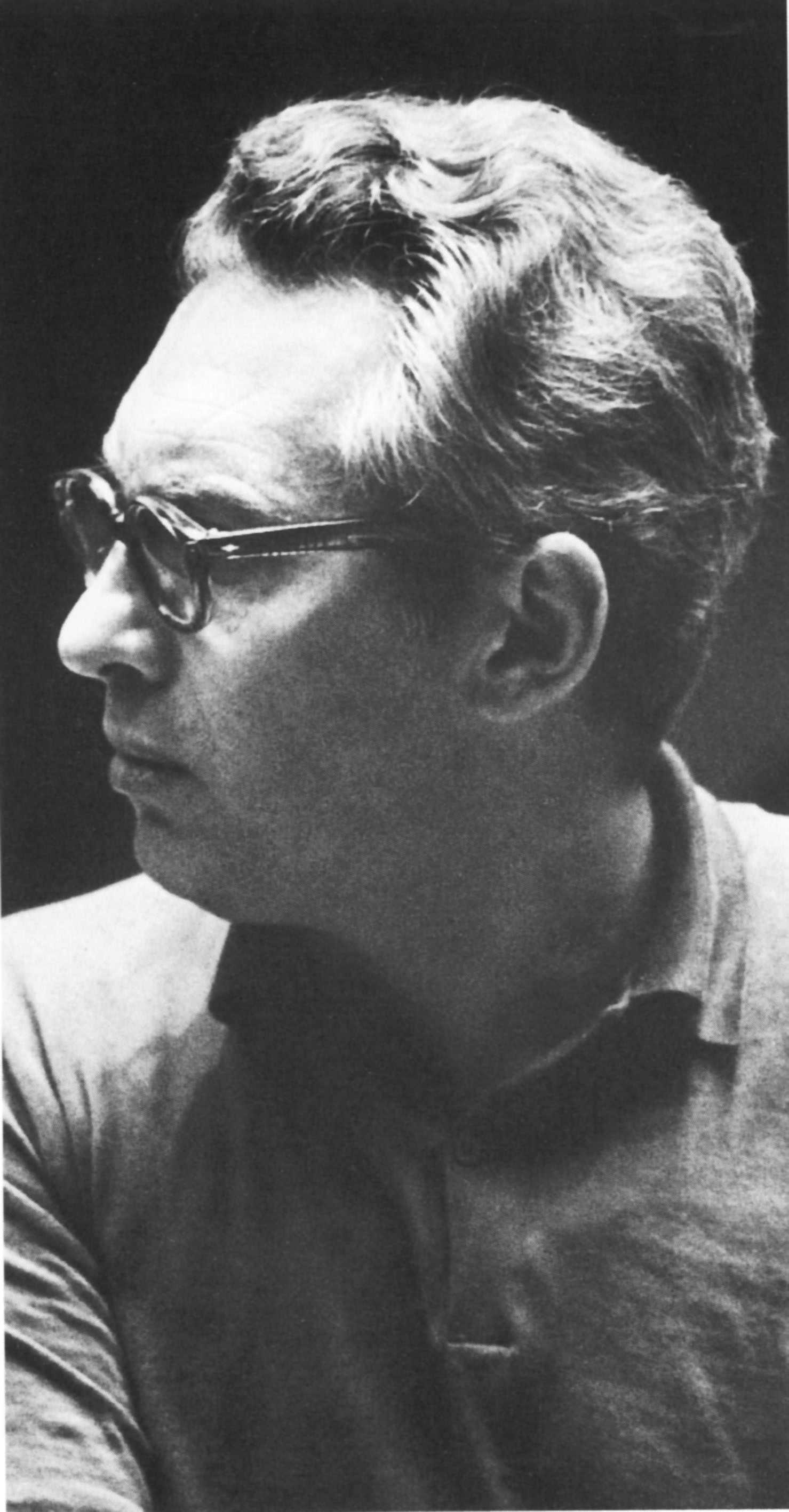
Géza Anda; * 19. November

- 19. November: Géza Anda, Schweizer Pianist († 1976)
- 02. Dezember: Iakovos Kambanellis, griechischer Dramatiker, Drehbuchautor, Dichter, Schriftsteller und Überlebender des KZ Mauthausen († 2011)
- 03. Dezember: Phyllis Curtin, US-amerikanische Opernsängerin (Sopran) und Musikpädagogin († 2016)
- 05. Dezember: Louis de Froment, französischer Dirigent († 1994)
- 08. Dezember: Peter René Körner, deutscher Schauspieler, Sänger und Moderator († 1989)
- 14. Dezember: Michel Huglo, französischer Musikwissenschaftler († 2012)
- 15. Dezember: Evelyn Künneke, deutsche Sängerin, Tänzerin und Schauspielerin († 2001)
- 15. Dezember: Nisse Skoog, schwedischer Jazzmusiker, Bühnenbildner, Grafiker und Bildhauer († 2014)
- 19. Dezember: Ludvík Podéšt, tschechischer Komponist († 1968)
- 22. Dezember: Dimitris Fampas, griechischer Gitarrist und Komponist († 1996)
- 22. Dezember: Laine Mets, estnische Pianistin und Musikpädagogin († 2007)
- 23. Dezember: Heinrich Riethmüller, deutscher Komponist († 2006)
- 24. Dezember: Gerard Victory, irischer Komponist († 1995)
- 26. Dezember: Steve Allen, US-amerikanischer Komiker und Musiker († 2000)
- 28. Dezember: Johnny Otis, US-amerikanischer Bandleader, Produzent und Talentsucher († 2012)
- 30. Dezember: Lillian McMurry, US-amerikanische Musikproduzentin, Inhaberin von Trumpet Records († 1999)

### Genaues Geburtsdatum unbekannt
- Salvador García, mexikanischer Sänger und Schauspieler († unbekannt)
- Alvin Jackson, US-amerikanischer Jazzmusiker
- Robert Last, deutscher Schlagzeuger († 1986)
- Jean Lyons, kanadische Pianistin und Musikpädagogin († 2005)
- Hubert Neumann, mährisch-österreichischer Orgelbauer († 1963)
- Jaume Picas I Guiu, katalanischer Schriftsteller, Librettist und Liedtexter († 1976)

## Gestorben

### Todesdatum gesichert

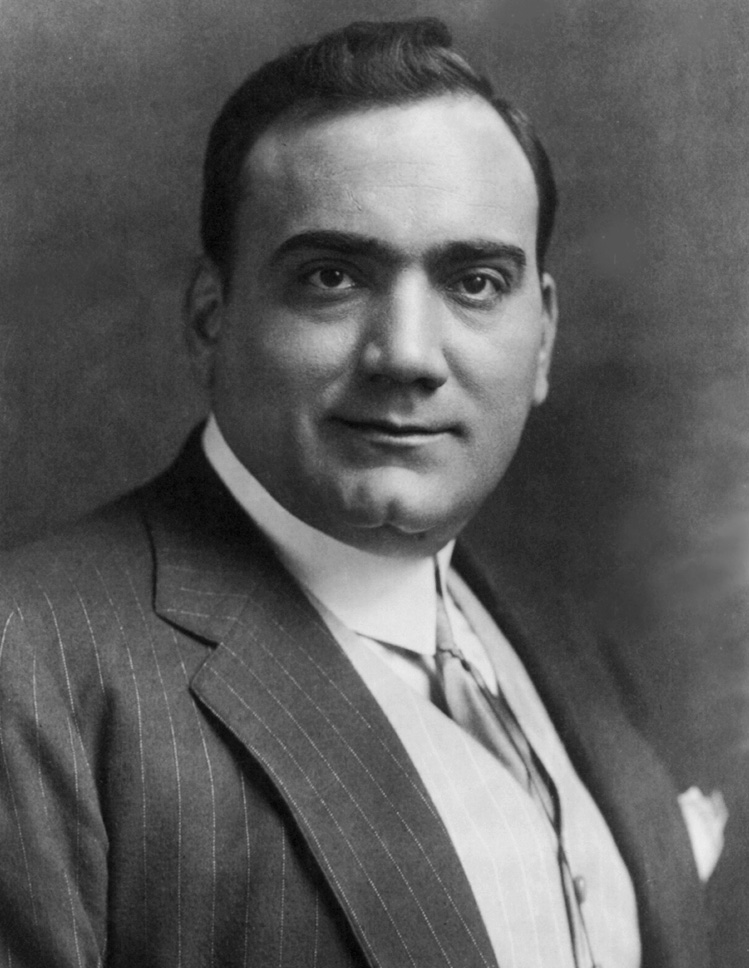
Enrico Caruso; † 2. August

- 03. Januar: Arseni Nikolajewitsch Koreschtschenko, russischer Komponist (* 1870)
- 08. Januar: Béatrice La Palme, kanadische Sängerin, Geigerin und Musikpädagogin (* 1878)
- 12. Januar: Gervase Elwes, englischer Sänger (* 1866)
- 19. Januar: Daniel Acker, US-amerikanischer Banjospieler, Musikpädagoge und Komponist (* 1853)
- 23. Januar: Władysław Żeleński, polnischer Komponist (* 1837)
- 08. Februar: Francisco d’Andrade, portugiesischer Opernsänger (* 1859)
- 08. Februar: Josip Ipavec, slowenischer Komponist (* 1873)
- 25. Februar: Josef Steininger, österreichischer Orgelbauer (* 1848)

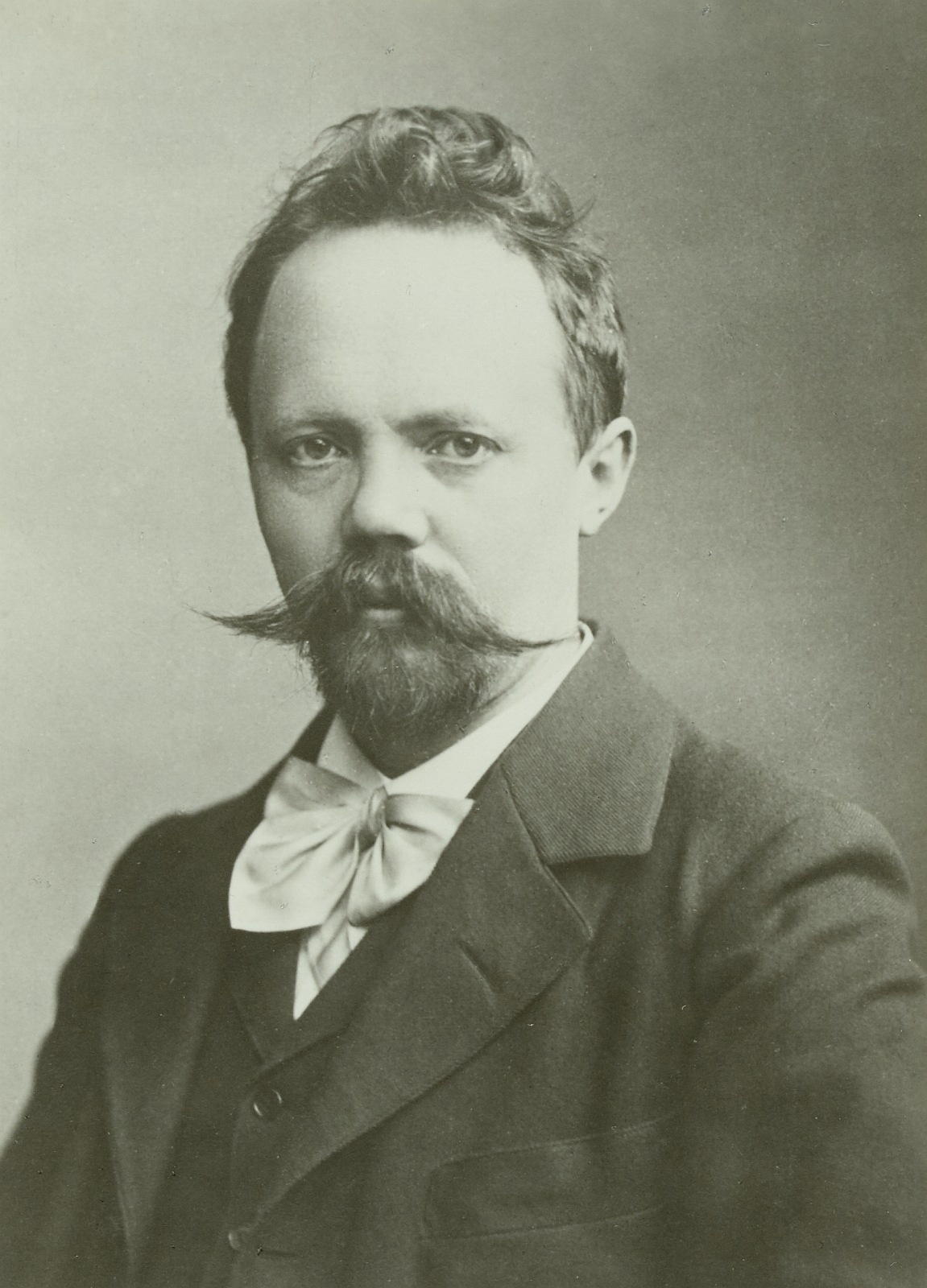
Engelbert Humperdinck; † 27. September

- 02. März: Fritz Mordechai Kaufmann, deutscher Essayist und Autor über jüdische Volksmusik (* 1888)
- 22. März: Heinrich Ordenstein, deutscher Pianist und Musikpädagoge (* 1856)
- 24. März: Déodat de Séverac, französischer Komponist (* 1872)
- 01. April: Joseph-Daniel Dussault, kanadischer Organist und Musikpädagoge (* 1864)
- 11. April: Giovanni Tagliapietra, italoamerikanischer Opernsänger (* 1845)
- 27. April: Agrafena Matwejewna Krjukowa, russische bzw. sowjetische Erzählerin und Sängerin (* 1855)
- 29. April: Samuel T. Strang, US-amerikanischer Organist und Komponist (* 1856)
- 17. Mai: Emil Nikel, deutscher Theologe und Komponist (* 1851)
- 18. Mai: Hans Löwenfeld, deutscher Opern- und Theaterregisseur und Theaterdirektor (* 1874)
- 27. Mai: Haydn Keeton, englischer Organist, Musikpädagoge und Komponist (* 1847)
- 02. August: Enrico Caruso, italienischer Opernsänger (* 1873)
- 15. August: Rafael Mitjana y Gordón, spanischer Musikwissenschaftler, Komponist und Diplomat (* 1869)
- 30. August: Domenico Acerbi, italienischer Dirigent, Musikpädagoge und Komponist (* 1842)
- 06. September: Vincenzo Valente, italienischer Komponist und Tondichter (* 1855)
- 12. September: Hanna Satyrkewytsch-Karpynska, ukrainische Theaterschauspielerin (* 1855)

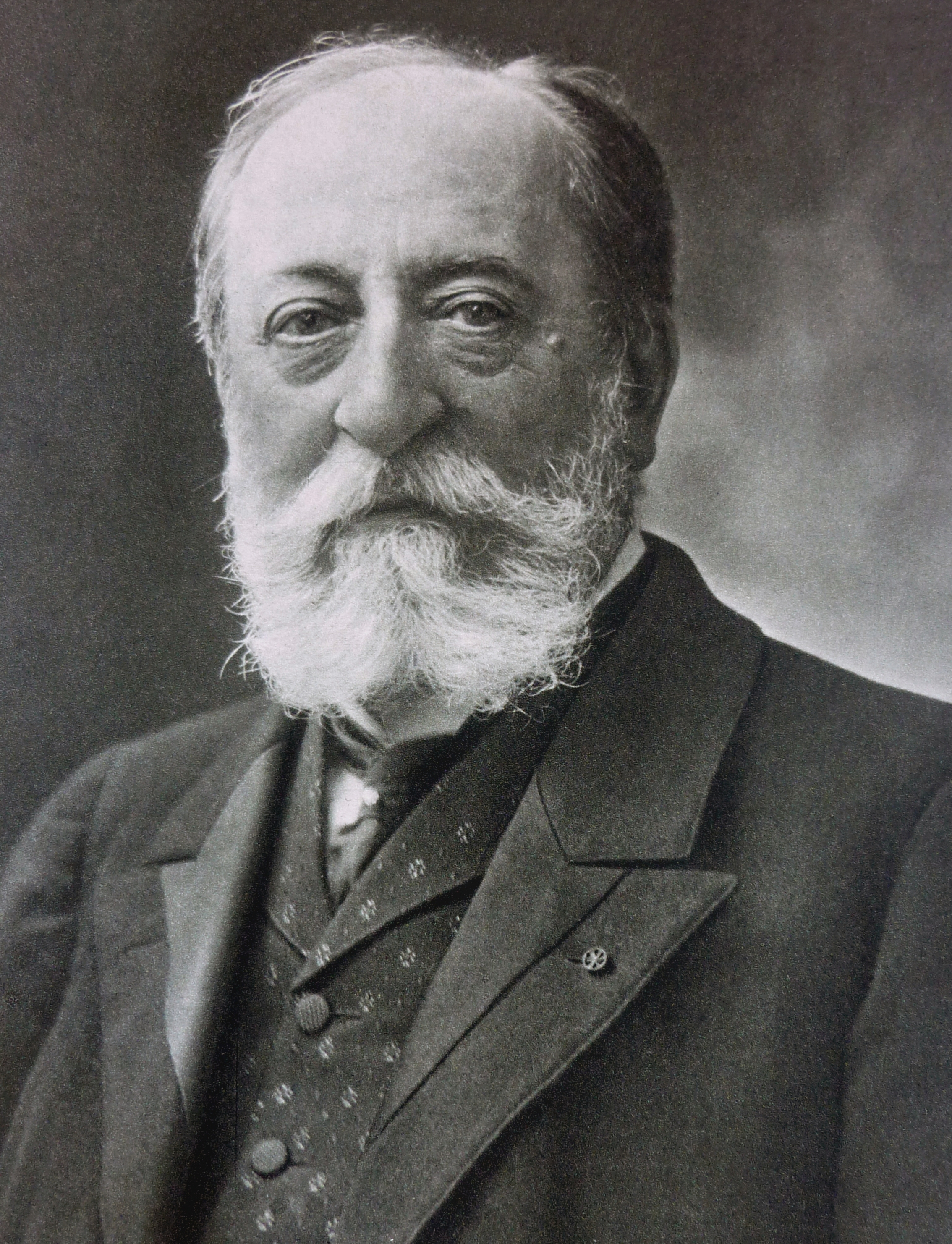
Camille Saint-Saëns; † 16. Dezember

- 27. September: Engelbert Humperdinck, deutscher Komponist klassischer Musik (* 1854)
- 02. Oktober: David Bispham, US-amerikanischer Opernsänger (* 1857)
- 21. November: Peregrino Paulos, argentinischer Geiger, Bandleader und Tangokomponist (* 1889)
- 16. Dezember: Camille Saint-Saëns, französischer Pianist, Organist und Komponist (* 1835)

### Genaues Todesdatum unbekannt
- Hermann Richard Pfretzschner, deutscher Streichinstrumenten-Bogenbauer (* 1857)
- Wilhelm Schwach, rumäniendeutscher Komponist, Musikpädagoge und Chorleiter (* 1850)